# Umma

Mapa islámské komunity

Umma (arabsky: أمة) je původem arabský výraz, který doslova znamená „komunita“ či „národ“. Tímto výrazem se běžně označují arabské státy (tedy takové státy, kde převažuje arabské obyvatelstvo, jehož převažujícím náboženstvím je islám). V kontextu islámu však termín umma bývá používán k označení obce věřících, tedy všech muslimů ve světě, včetně těch, kteří žijí v diasporách.

## Historický vývoj
Muhammad jako prorok chtěl sjednotit rozdrobené arabské kmeny i novým náboženstvím, islámem. V Mekce se dostal do sporu s vládnoucími Kurajšovci, a tak dochází k hidžře. V Medíně byl uznán za hlavu tvořícího se nového společenství. Jeho stoupenci z Mekky, kteří jej následovali, byli nazýváni muhádžirové, přesídlenci. Medínští muslimové byli nazýváni ansárové, pomocníci. Vzniká tak umma, politické společenství v čele s Muhammadem. V Prorokových životopisech se objevují články první ústavy tohoto společenství:
Ve jménu Boha milosrdného, slitovného. Toto je zápis Proroka Muhammada o vztahu mezi věřícími z řad Kurajšovců a Jathribem [původní název Medíny] a těmi, kdo následují, připojili se k nim a spolupracují s nimi. Všichni tvoří jedinou obec, odlišnou od ostatních lidí. Kurajšovští přesídlenci se budou řídit svými obyčeji a zavazují se platit penězi za krev, kterou by mezi sebou prolili. Budou podle zvyku a spravedlnosti příslušející věřícím vykupovat své zajatce ... Věřící se nespolčí proti jinému věřícímu s jeho propuštěncem. Zbožný muslim se postaví proti rozbojníkům a proti těm, kdo by mezi věřícími šířili nepravosti, hříchy, nepřátelství nebo rozklad. Ať se na takového oboří ruka každého, třebas by šlo o jeho syna. Věřící nesmí zabít věřícího kvůli nevěřícímu, ani nesmí pomáhat nevěřícímu proti věřícímu. Ochrana Boží patří všem. Věřící jsou navzájem bratry s vyloučením ostatních.
Těm židům, kteří nás následují, přísluší pomoc a rovnoprávnost. Nebude jim křivděno a jejich nepřátelům nebude poskytnuta pomoc. Mír věřících je nedělitelný. Když věřící bojuje za Boží věc, nebude uzavřen mír, leč za čestných a vůči všem spravedlivých podmínek. Při každém bojovém přepadu se věřící navzájem podporují. Věřící musí pomstít krev, kterou prolili jejich druzi v Božím boji. Bůh vede bohabojné muslimy nejlépe a nejpříznivěji. Žádný modloslužebník nebude chránit majetek nebo osoby nevěřících Kurajšovců a nezasáhne proti věřícímu. Kdokoliv by zabil věřícího bez náležitého důvodu, bude sám na odplatu zabit, pokud se příbuzní zabitého nespokojí s výkupným. Všichni věřící se proti němu postaví jako jeden muž a vykonají pomstu.
Věřícímu, který se hlásí k této smlouvě a věří v Boha a soudný den, není dovoleno pomáhat pachateli zla a poskytnout mu ochranu … Jathrib ať je svatyní pro lid této smlouvy. Cizinec pod ochranou jako domácí. Nebude jim ubližováno a sami zas nebudou páchat zlo. Ženě lze poskytnout ochranu jen se souhlasem její rodiny. A kdyby se mezi lidem této smlouvy vyskytly spory a nedorozumění, z nichž by mohlo vzejít zlo, obraťte se s nimi na Boha, On je mocný a vznešený, a na Muhammada, ať mu Bůh žehná a dá mu mír. Bůh je ručitelem zbožného dodržování této smlouvy.
Tato smlouva nechrání nespravedlivé a hříšníky. Kdokoli odchází do boje a kdokoli zůstává doma v Jathribu, je bezpečen, dokud se nedopustí bezpráví nebo hříchů. Bůh je ochránce zbožných a bohabojných a Muhammad je Posel Boží.